# Isola Calva
L'isola Calva (in croato Goli otok), è un'isola della Croazia nel mare Adriatico. L'isola è situata a 3,3 km dal litorale croato, dal quale è separato dal canale della Morlacca (Velebitski kanal), e comunica col Quarnerolo dal lato occidentale. Assieme alle contigue isole di Pervicchio e San Gregorio si trova tra le isole maggiori di Arbe e Veglia. Amministrativamente appartiene al comune di Loparo della regione litoraneo-montana.

## Geografia
L'isola Calva misura circa 3 km per 3, ha una superficie di 4,54 km², lo sviluppo costiero è di 14,297 km e l'elevazione massima, 227 m s.l.m., è quella del monte Glavina (Glavina). Le coste settentrionali e orientali sono alte e ripide, mentre a sud-ovest sono accessibili. Le due maggiori insenature dell'isola sono rivolte a sud: val Segnana Grande e Piccola (uvala Vela e Mala Senjska) e valle Grande (Vela draga), dove si trova l'insediamento abbandonato di Maslinje. Le estremità dell'isola sono: punta Saialo (rt Sajalo) a nord-ovest; punta Marcon (rt Marconj) a nord-est; punta Blasna (rt Blažna) a sud.

### Isole adiacenti
- Scoglio Comagno[15], vicino alla costa settentrionale; ha accanto un altro scoglio senza nome ed assieme i due si chiamano in croato hridi Macinj; misurano rispettivamente 597 m²[7] e 143 m²[7] 44°50′59″N 14°48′58″E.
- Isolotti dei Gabbiani, a punta Blasna.
- Scoglio Nudo Piccolo, a sud degli isolotti dei Gabbiani.

## Il campo di prigionia dell'isola Calva

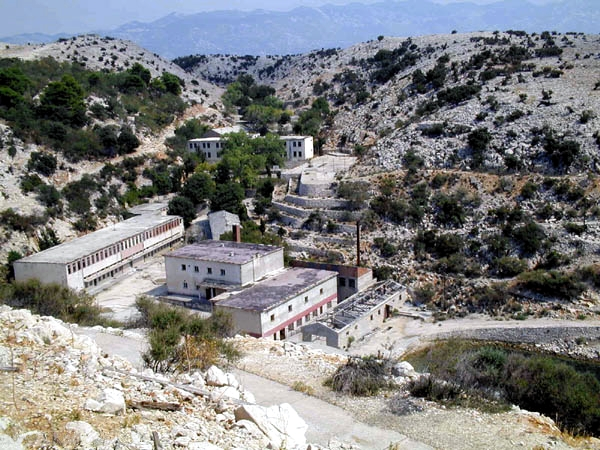
Il campo di concentramento dell'isola Calva

L'isola Calva, così denominata a causa del suo aspetto (è una piccola isola rocciosa battuta dalla bora e quasi priva di vegetazione), è divenuta tristemente famosa nel secondo dopoguerra quale sede di un campo di concentramento della Jugoslavia destinato ad ospitare gli oppositori al regime di Tito. In particolare, dopo la rottura tra Stalin e Tito del 1948, sull'isola vennero deportati molti dei comunisti, jugoslavi e non (anche italiani), vicini alle posizioni staliniste. Oltre a questi il campo ospitò detenuti politici anticomunisti e criminali comuni.
Secondo una ricerca compiuta da una commissione dell'associazione croata degli ex deportati Ante Zemljar - che prende nome da uno dei più celebri deportati nell'isola - il totale dei detenuti politici sull'isola Calva fu inizialmente stimato in oltre 16.000, dei quali 446 trovarono la morte per torture o sfinimento; successivamente, le ricerche dello scrittore e studioso Giacomo Scotti hanno valutato una cifra totale di circa 30.000 detenuti e quasi 4.000 morti per torture o pestaggi. Gli italiani imprigionati a Goli Otok (per lo più immigrati dal monfalconese nel 1946) furono circa 300, dei quali 14 persero la vita.
Tristemente noto era, in particolare, lo "stroj" (sentiero), il "saluto di benvenuto" sull'isola dei dannati: i nuovi arrivati dovevano passare tra due file di uomini, che li colpivano con calci e pugni, sfigurando i loro volti fino a farli diventare irriconoscibili. I picchiatori erano gli stessi detenuti del campo, i quali dovevano in questo modo dimostrare agli agenti dell'UDBA, che osservavano attentamente la scena, la loro avvenuta "rieducazione". Ancora peggiore, se possibile, era il "boikot" (boicottaggio): si era costretti ai lavori forzati - che consistevano nel trasportare pesanti massi di pietra da un luogo all'altro senza alcuna ragione o utilità - in coppia, con il "partner" stesso che fungeva da aguzzino. Prima di andare a dormire, quest'ultimo spingeva la testa dei boicottati nel "kibla", l'orinatoio della baracca.
L'isola cessò di essere un campo di "rieducazione politica" nel 1956, ma la colonia penale fu chiusa definitivamente solo nel 1988. Ligio Zanini (1927-1993), poeta di Rovigno, scrisse Martin Muma (1990), un'autobiografia con racconto della sua prigionia nel famigerato campo.
Un altro famoso prigioniero del campo fu Vlado Dapčević.

## L'isola Calva nella letteratura
- 1968:  Kad do cvetale tikve  - romanzo di Dragoslav Mihailovic sulle purghe politiche contro gli stalinisti negli anni '50
- 1981:  Noè fare Jutra  - romanzo dell'autore sloveno Branko Hofman
- 1984:  Umiranje na obroke  - libro autobiografico dello scrittore sloveno Igor Torkar, su Goli Otok e le condizioni di detenzione
- 1984:  Goli Otok: The Island of Death  - libro dell'autore croato Venko Markovski, una storia dal carcere di Goli Otok
- 1990:  Martin Muma  - libro autobiografico dello scrittore e poeta rovignese Ligio Zanini, sulla sua reclusione nel carcere di Goli Otok
- 1991:  Cas, ki ga ni  - libro autobiografico dello scrittore sloveno Radovan Hrast, sulla sua prigionia nel carcere di Goli Otok
- 1995  Sabbath's Theater  - romanzo dell'autore Philip Roth
- 1997:  Goli Otok: Italiani nel Gulag di Tito  - saggio storico dell'autore italo-croato, Giacomo Scotti[22]
- 1997:  Tito's Hawaii  - romanzo di fantasia dell'autore jugoslavo Rade Panic[23]
- 1997:  Bando, Sagni glavu  - libro autobiografico del superstite del campo di Goli Otok Vilim Lončarić
- 2002:  Brioni  - saggio politico dell'autore sloveno Drago Jančar
- 2005:  Razglednica s ljetovanja  - racconto autobiografico dall'autrice croata Dubravka Ugrešić; pubblicato nella rivista letteraria belgradese  Rec časopis za književnost i kulturu, i društvena pitanja , br. 74/20, 2006 e nel libro Nikog nema doma, ed. Devedeset stupnjeva, Zagreb 2005. traduzione italiana  Cartolina Estiva  di Luka Zanoni, Osservatorio Balcani e Caucaso 2008[24]
- 2008:  Blindly (The Margellos World Republic of Letters)  - romanzo dell'autore italiano Claudio Magris
- 2004:  Prigionieri del Silenzio  - romanzo dell'autore Giampaolo Pansa
- 2007:  Island of the World   - romanzo dell'autore Michael D. O'Brien, sul periodo di prigionia trascorso dal personaggio a Goli Otok e la sua fuga dal carcere
- 2008:  L'Isola Nuda  - romanzo autobiografico di Dunja Badniević, in cui vengono raccolte le testimonianze scritte dal padre Ešref Badniević riguardo alla sua prigionia a Goli Otok
- 2012:  Hela Havet stormar  (Opcop 2) - di Jan Arnaldo. Gran parte della storia è ambientata a Goli Otok.
- 2019: La vita gioca con me - romanzo di David Grossman. L'anziana protagonista rievoca gli anni passati in prigionia sull'isola.
- 2020: Zastava 999 - Goli Otok: viaggio all'inferno - opera teatrale di Patrizio Pacioni e Daniela Morandini

### Cartografia
- (HR) Mappa topografica della Croazia 1:25000, su preglednik.arkod.hr. URL consultato il 27 maggio 2017.
- Carta di cabottaggio del mare Adriatico, foglio V, Milano, Istituto geografico militare, 1822-1824. URL consultato il 27 maggio 2017 (archiviato dall'url originale il 17 dicembre 2021).